# Lipofilie
Lipofilie (z řeckého "milující tuk", z λίπος lípos "tuk" a φίλος philos "milující", "přítel") je chemická vlastnost látek a znamená rozpustnost v tucích, olejích a nepolárních rozpouštědlech, jako je například hexan nebo toluen. Zároveň jsou lipofilní látky schopné tuky rozpouštět. Podle definice IUPAC je lipofilie afinita látky nebo molekuly k lipofilnímu prostředí. Opačná vlastnost, tedy nerozpustnost v tucích, se označuje jako lipofobie.
Příkladem lipofilních látek je ropa, stejně jako biogenní oleje a tuky.
Někdy může být pojem lipofilie zaměněn za pojem hydrofobie (nerozpustnost látky ve vodě), ale nejedná se o totéž. Například silikony nebo fluorokarbony jsou hydrofobní, ale nejsou lipofilní.

## Výskyt a vlastnosti
Lipofilie se vyskytuje především v živých organismech a je dominantní vlastností biologicky aktivních látek. Tato vlastnost látek rozhoduje o jejich schopnosti procházet mezifázovým rozhraním a v různém rozsahu se v ní uplatňují také síly polární i hydrofobní:
- Významně se podílí na transportu biologicky aktivních látek z místa vzniku na místo účinku. Při transportu biologickým systémem musí překonat řadu rozhraní mezi organickou a vodní fází.
- V místě účinku pak pomáhá při interakci s molekulami v příslušné buňce. Tyto molekuly se nazývají receptory a jsou to často makromolekuly s velmi složitou strukturou. Pro vzájemném spojení bioaktivní látky s receptorem hrají významnou roli právě její lipofilní vlastnosti.

## Rozdělovací koeficient
Měřítkem lipofilie je rozdělovací koeficient, který charakterizuje rozdělení rozpuštěné látky mezi dvě omezeně mísitelná rozpouštědla. Je definovaný rovnicí:
{\displaystyle K_{ow}={\frac {c_{o}}{c_{w}}}}
Kow je definován jako podíl rozpuštěných látek ve dvoufázovém systému rozpouštědel,
kde co je koncentrace látky v organickém rozpouštědle a cw je koncentrace látky ve vodě.

## Lipofilie a hydrofobie
Lipofilní látky jsou často současně hydrofobní, tedy nerozpustné ve vodě - vodoodpudivé:
- Mnoho vitamínů je lipofilních a zároveň hydrofobních. Oleje a tuky tak zlepšují jejich vstřebávání. Dobrým příkladem jsou karoteny jako důležitý prekurzor metabolismu vitaminu A.
- Diamant je také lipofilní a zároveň hydrofobní. Tato vlastnost se používá v diamantových dolech k oddělení bezcenné hluché horniny od diamantu. Štěrk obsahující diamant se smísí s vodou a poté se spláchne přes povrchy potažené vazelínou. Vodní fólie na mokré hluché skále zabraňuje tomu, aby se hluchá hornina přilepila k vazelíně. Diamanty naopak přilnou k vazelíně, odkud jsou pravidelně odstraňovány. Díky stejnému principu mají diamantové šperky tendenci kontaminovat kožní tuk již po krátké době nošení. Lze jej však snadno odstranit mýdlovým roztokem.